# Stephenson 2-18
Stephenson 2-18 (St2-18), còn được gọi là Stephenson 2 DFK 1' hoặc RSGC2-18, là một siêu sao khổng lồ  trong Chòm sao Thuẫn Bài. Nó nằm gần cụm sao mở Stephenson 2, nằm cách Trái Đất khoảng 6.000 parsec (20.000 năm ánh sáng), và được cho là một trong nhóm các ngôi sao ở khoảng cách tương tự. Nó nằm trong số những ngôi sao lớn nhất được biết đến, nếu không muốn nói là lớn nhất và là một trong những siêu sao khổng lồ màu đỏ phát sáng nhất, với bán kính ước tính khoảng 2.150 R☉, tương ứng với một thể tích lớn hơn Mặt Trời gần 10 tỷ lần. Nếu được đặt ở trung tâm của Hệ Mặt Trời, quang quyển của nó sẽ nhấn chìm quỹ đạo của Sao Thổ. 

## Lịch sử quan sát
Cụm sao mở Stephenson 2 được nhà thiên văn học người Mỹ Charles Bruce Stephenson phát hiện vào năm 1990 trong dữ liệu thu được từ một cuộc khảo sát hồng ngoại sâu. Cụm này còn được gọi là RSGC2, một trong một số cụm mở lớn trong Sc đờm, mỗi cụm chứa nhiều siêu sao khổng lồ màu đỏ.

So sánh kích thước của một ngôi sao gần như so với một số ngôi sao khổng lồ đã biết, bao gồm cả những ngôi sao lớn nhất được biết đến.

Ngôi sao sáng nhất trong khu vực của cụm được cung cấp số nhận dạng 1 trong lần phân tích đầu tiên về các thuộc tính của thành viên cụm. Tuy nhiên, nó không được coi là một thành viên của Stephenson 2 do vị trí xa, độ sáng cao bất thường và chuyển động phù hợp hơi không điển hình. Trong một nghiên cứu sau đó, cùng một ngôi sao được mang số 18 và được gán cho một nhóm sao bên ngoài gọi là Stephenson 2 SW, được cho là ở khoảng cách tương tự với cụm lõi. Ký hiệu St2-18 (viết tắt của Stephenson 2-18) thường được sử dụng cho ngôi sao, theo cách đánh số từ Deguchi (2010). Để giảm sự nhầm lẫn khi sử dụng cùng một số cho các ngôi sao khác nhau và các số khác nhau cho cùng một ngôi sao, các chỉ định của Davis (2007) thường được đưa ra một tiền tố là DFK hoặc D, ví dụ Stephenson 2 DFK 1.

## Tính chất vật lý
St 2-18 cho thấy các đặc điểm và tính chất của một ngôi sao siêu khổng lồ cực sáng và cực đỏ, với loại quang phổ muộn M6, một điều bất thường đối với một ngôi sao siêu khổng lồ. Điều này đặt nó ở góc trên cùng bên phải của sơ đồ Hertzsprung – Russell.
Một phép tính để tìm độ sáng bolometric bằng cách phù hợp với Phân bố năng lượng quang phổ (SED) cung cấp cho ngôi sao độ sáng gần 440.000 L☉, với nhiệt độ hiệu dụng là 3.200 K, tương ứng với bán kính rất lớn 2.150 R☉ (1,4964 × 10^9 km; 10,0028161698 AU; 929.819.852,06395 mi), sẽ lớn hơn và sáng hơn đáng kể so với các mô hình lý thuyết về siêu sao khổng lồ đỏ có thể đạt được (tương ứng khoảng 1.500 R☉ và 320.000 L☉). Một phép tính thay thế nhưng cũ hơn từ năm 2010, vẫn giả định là thành viên của cụm Stephenson 2 tại 5,5 kpc nhưng dựa trên 12 và Thông lượng 25 μm, cho độ sáng thấp hơn nhiều và tương đối khiêm tốn là 90.000 L☉. Một phép tính mới hơn, dựa trên tích hợp SED và giả định khoảng cách là 5,8 kpc, cho độ sáng tia cực đại 630.000 L☉ mặc dù các tác giả nghi ngờ rằng ngôi sao thực sự là một thành viên của cụm sao.